# Kapri Styles
Kapri Styles (Atlanta, Georgia; 27 de noviembre de 1981) es una actriz pornográfica y modelo erótica estadounidense.

## Biografía
Natural de la ciudad de Atlanta, en el estado de Georgia, Kapri Styles, nombre artístico de Nadia Annette Walker, nació en noviembre de 1981. Debutó en la industria del cine para adultos como actriz pornográfica en 2005, a los 24 años de edad.
Como actriz, ha trabajado con productoras como Elegant Angel, Hustler, Naughty America, Exquisite, Mile High, Devil's Film, Sin City, Evil Angel, Kink.com, Adam & Eve, Bangbros, Reality Kings, Private, Digital Playground, Blackout o Darkside, entre otras.
En 2007 recibió su primera nominación en los Premios AVN, siendo esta a la Mejor escena de sexo lésbico en grupo por Addicted to Black Crack. En 2010 volvió a ser nominada, esta vez en la categoría de Artista femenina no reconocida del año.
En 2011 la revista Complex la ubicó en el puesto 33 en su lista de "Las 50 mejores estrellas porno afroamericanas más calientes de todos los tiempos".
Se retiró de la industria en 2014, con algo más de 240 películas como actriz. En 2019 fue incluida en el Salón de la Fama de los Premios Urban X.

## Premios y nominaciones
| Año  | Ceremonia   | Resultado | Premio                                 | Trabajo                 |
| ---- | ----------- | --------- | -------------------------------------- | ----------------------- |
| 2007 | Premios AVN | Nominada  | Mejor escena de sexo lésbico en grupo  | Addicted to Black Crack |
| 2010 | Premios AVN | Nominada  | Artista femenina no reconocida del año | —                       |